# 2061
2061 (MMLXI) va fi un an obișnuit al calendarului gregorian.

## Evenimente

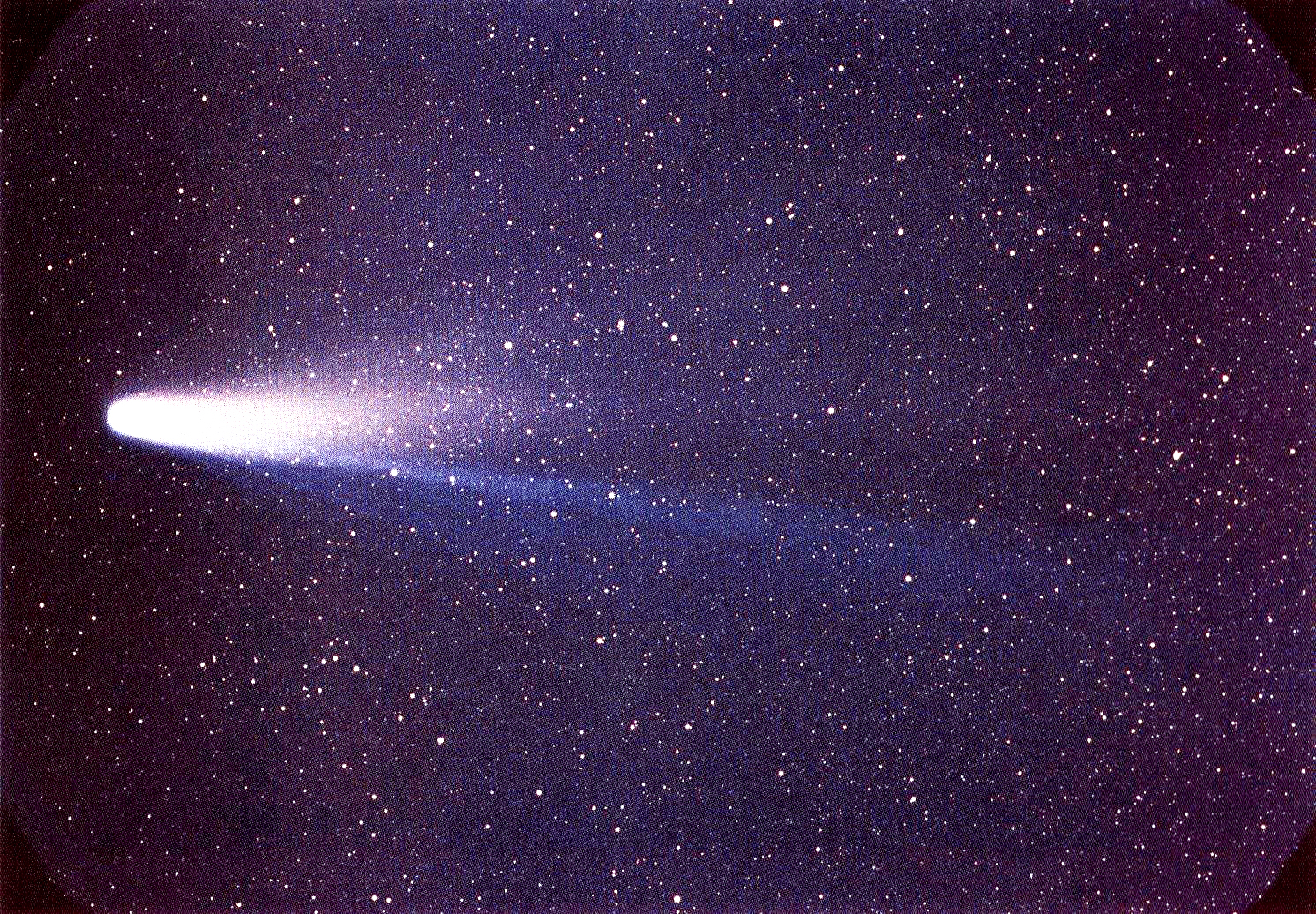
Cometa Halley

- 1 septembrie: O capsulă a timpului de la Școala St. Gabriel din Biggar, Saskatchewan, Canada este programată să fie deschisă pentru a 150-a aniversare a diviziei sale școlare (Greater Saskatoon Catholic Schools).
- 24 iulie: Cometa Halley va putea fi văzută de pe Pământ. Ultima dată a fost văzută în 1986.
- 31 decembrie: Expirarea Acordului Singapore-Malaezia privind apa.